# Zápas na Letních olympijských hrách 1996 – muži, volný styl do 62 kg
Zápas ve volném stylu ve váhové kategorii do 62 kg probíhal na Letních olympijských hrách 1996 v Atlantě v Hale E Světového kongresového centra (Georgia World Congress Center). O medaile se utkalo celkem 21 zápasníků.

## Turnajové výsledky
Aplikován je systém na jednu porážku. Zlatý a stříbrný medailista vzejdou z hlavní tabulky. Poražení jdou do oprav, vítěz oprav získá bronzovou medaili.
- LV — Lopatkové vítězství
- KO — Kontumace z důvodu nenastoupení, zranění či diskvalifikace soupeře

### Hlavní tabulka

#### Kolo 1
|                            | Skóre  |                        |
| -------------------------- | ------ | ---------------------- |
| Takahiro Wada (JPN)        | 11 - 0 | Şerban Mumjiev (ROU)   |
| Enrique Cubas (PER)        | 7 - 7  | Jan Krzesiak (POL)     |
| Aroutioun Barseguian (CYP) | 2 - 5  | Jang Jae-Sung (KOR)    |
| Tjaart du Plessis (RSA)    | 1 - 5  | Elbrus Tedejev (UKR)   |
| István Demeter (HUN)       | 3 - 0  | Anibál Nieves (PUR)    |
| Abbas Hajkenari (IRI)      | 0 - 3  | Tom Brands (USA)       |
| Martin Müller (SUI)        | 0 - 6  | Sergej Smal (BLR)      |
| Marty Calder (CAN)         | 2 - 4  | Jürgen Scheibe (GER)   |
| Magomed Azizov (RUS)       | 10 - 0 | Vath Chamroeun (CAM)   |
| Giovanni Schillaci (ITA)   | 10 - 0 | Leonid Zaslavsky (AUS) |
| Ramil Islamov (UZB)        |        | Bye                    |

#### Osmifinále
|                          | Skóre  |                      |
| ------------------------ | ------ | -------------------- |
| Ramil Islamov (UZB)      | 2 - 3  | Takahiro Wada (JPN)  |
| Enrique Cubas (PER)      | 0 - 3  | Jang Jae-Sung (KOR)  |
| Elbrus Tedejev (UKR)     | 11 - 1 | István Demeter (HUN) |
| Tom Brands (USA)         | 5 - 0  | Sergej Smal (BLR)    |
| Jürgen Scheibe (GER)     | 2 - 8  | Magomed Azizov (RUS) |
| Giovanni Schillaci (ITA) |        | Bye                  |

#### Čtvrtfinále
|                          | Skóre |                      |
| ------------------------ | ----- | -------------------- |
| Giovanni Schillaci (ITA) | 4 - 3 | Takahiro Wada (JPN)  |
| Jang Jae-Sung (KOR)      | 3 - 1 | Elbrus Tedejev (UKR) |
| Tom Brands (USA)         |       | Bye                  |
| Magomed Azizov (RUS)     |       | Bye                  |

#### Semifinále
|                          | Skóre |                      |
| ------------------------ | ----- | -------------------- |
| Giovanni Schillaci (ITA) | 1 - 1 | Jang Jae-Sung (KOR)  |
| Tom Brands (USA)         | 4 - 1 | Magomed Azizov (RUS) |

#### Finále
|                     | Skóre |                  |
| ------------------- | ----- | ---------------- |
| Jang Jae-Sung (KOR) | 0 - 7 | Tom Brands (USA) |

### Opravy

#### Kolo 2
|                            | Skóre    |                         |
| -------------------------- | -------- | ----------------------- |
| Şerban Mumjiev (ROU)       | 12 - 1   | Jan Krzesiak (POL)      |
| Aroutioun Barseguian (CYP) | 3 - 1    | Tjaart du Plessis (RSA) |
| Anibál Nieves (PUR)        | 8 - 3    | Abbas Hajkenari (IRI)   |
| Martin Müller (SUI)        | 0 - 6    | Marty Calder (CAN)      |
| Vath Chamroeun (CAM)       | 0 - 9 KO | Leonid Zaslavsky (AUS)  |

#### Kolo 3
|                        | Skóre  |                            |
| ---------------------- | ------ | -------------------------- |
| Şerban Mumjiev (ROU)   | 2 - 7  | Aroutioun Barseguian (CYP) |
| Anibál Nieves (PUR)    | 0 - 3  | Marty Calder (CAN)         |
| Leonid Zaslavsky (AUS) | 0 - 10 | Ramil Islamov (UZB)        |
| Enrique Cubas (PER)    | 1 - 11 | István Demeter (HUN)       |
| Sergej Smal (BLR)      | 8 - 1  | Jürgen Scheibe (GER)       |

#### Kolo 4
|                            | Skóre  |                      |
| -------------------------- | ------ | -------------------- |
| Aroutioun Barseguian (CYP) | 4 - 10 | Marty Calder (CAN)   |
| Ramil Islamov (UZB)        | 6 - 1  | István Demeter (HUN) |
| Sergej Smal (BLR)          | 0 - 3  | Takahiro Wada (JPN)  |
| Elbrus Tedejev (UKR)       |        | Bye                  |

#### Kolo 5
|                      | Skóre |                     |
| -------------------- | ----- | ------------------- |
| Elbrus Tedejev (UKR) | 5 - 4 | Ramil Islamov (UZB) |
| Marty Calder (CAN)   | 3 - 7 | Takahiro Wada (JPN) |

#### Kolo 6
|                          | Skóre  |                      |
| ------------------------ | ------ | -------------------- |
| Giovanni Schillaci (ITA) | 3 - 10 | Elbrus Tedejev (UKR) |
| Takahiro Wada (JPN)      | 10 - 0 | Magomed Azizov (RUS) |

#### Zápas o 3. místo
|                      | Skóre |                     |
| -------------------- | ----- | ------------------- |
| Elbrus Tedejev (UKR) | 3 - 1 | Takahiro Wada (JPN) |

## Finálové pořadí
1. Tom Brands (USA)
2. Jang Jae-sung (KOR)
3. Elbrus Tedejev (UKR)
4. Takahiro Wada (JPN)
5. Magomed Azizov (RUS)
6. Giovanni Schillaci (ITA)
7. Marty Calder (CAN)
8. Ramil Islamov (UZB)
9. István Demeter (HUN)
10. Arout Parsekian (CYP)
11. Sergej Smal (BLR)
12. Șerban Mumjiev (ROU)
13. Jürgen Scheibe (GER)
14. Enrique Cubas (PER)
15. Leonid Zaslavsky (AUS)
16. Anibál Nieves (PUR)
17. Jan Krzesiak (POL)
18. Tjaart du Plessis (RSA)
19. Abbas Hajkenari (IRI)
20. Vath Chamroeun (CAM) a  Martin Müller (SUI)